# Le Souffle de l'harmattan
 (mai 2015).
Si vous disposez d'ouvrages ou d'articles de référence ou si vous connaissez des sites web de qualité traitant du thème abordé ici, merci de compléter l'article en donnant les références utiles à sa vérifiabilité et en les liant à la section « Notes et références ».
Le Souffle de l'harmattan, roman de Baba Moustapha publié à titre posthume en 2000, raconte les aventures de deux Tchadiens (à partir du vécu personnel et historique de l'auteur). La même année, il reçoit le prix Albert-Bernard de l’Académie des sciences d’outre-mer.

## Résumé
Les deux personnages principaux, Haroun (fils d'un éleveur musulman du Nord) et Ganda (fils d'un vétérinaire chrétien du Sud) se lient d'amitié. Du village familial de Râsalfil (où les deux garçons sont au collège) à N'Djaména (baccalauréat, université), les enfants partagent leur rêve de réussite. Mais l'harmattan qui dessèche la terre (la grande sécheresse de 1974) condamne les troupeaux et fait fuir les hommes vers la capitale (Fort-Lamy en train de devenir N'Djaména) et les condamne à la pauvreté urbaine et à la précarité affective. La chute de Tombalbaye (1975), la guerre civile (1979), la réalité historique et politique persécutent leur amitié, leur différence se charge de les diviser. Les engagements politiques et les événements familiaux s'entremêlent, les prises de positions idéologiques s'affirment jusqu'à l'absurde.

## Autour du roman
(octobre 2017).
Dans ce roman, Baba Moustapha dénonce les réactions extrémistes du retour à l'authenticité ; l'occidentalisation aliénante est aussi dénoncée comme cette femme noire qui, en se faisant blanchir la peau, devient bicolore ! Le Souffle de l'harmattan semble de près ou de loin la cause de tous les maux. Il introduit et conclut chaque chapitre. Pourtant il n'est pas responsable de l'attraction d'un ailleurs plus luxuriant[Interprétation personnelle ?].
Baba Moustapha, avant de décéder à la suite d'un accident, avait écrit ce livre sur des carnets, carnets qui ont été retrouvés par son fils en 1995[réf. nécessaire]. Les amis de Baba Moustapha ont présenté les carnets à l'association Pour mieux connaître le Tchad qui a pris en charge l'édition du livre (Paris, éd. Sépia, 2000, 346 p.)